# Щербатка c-біле
Щербатка c-біле (Polygonia c-album) — метелик з родини сонцевики. Основне забарвлення крил руде з брунатним малюнком, на темному тлі нижньої поверхні задньої пари крил знаходяться світлі плями у вигляді літери «С», звідки й походить українська та латинська назви виду. Гусениця живиться на багатьох трав'янистих рослинах. Метелик поширений в Європі, помірній та субтропічній зоні Азії, в Північній Африці.

## Опис
Розмах крил 4-5,2 см, статевий диморфізм малопомітний, самець трохи дрібніший. Верхня поверхня крил брунатно-руда з бурими та чорними плямами. Нижня поверхня темна, з поперечними відносно жилок зігнутими неправильними перепасками.
Довжина переднього крила в самця 22-25 мм, у самиці 23-27 мм. Внутрішній край переднього крила має характерний глибокий вгин, а його зовнішній край сильно вищерблений (звідки й назва), з багатьма кутуватими виступами та вищербинами. Задній (анальний) край переднього крила увігнутий.
Зверху крило має кантування з бурих плям. Задні крила з різким виступом на 3-й серединній жилці та з трьома помітними зубцями. На верхній поверхні крил широка облямована смуга. Нижня поверхня бура, з яскравою білуватою плямою у вигляді літери «С» поблизу дискальної жилки.
Гусениці пізніх стадій рудо-брунатного кольору, вкриті довгими розгалуженими шипами. Передні сегменти згори руді з темним малюнком, черевні сегменти мають на спинці білувату смугу. На боках сегментів розташовані невеликі вічкоподібні плями.

## Спосіб життя

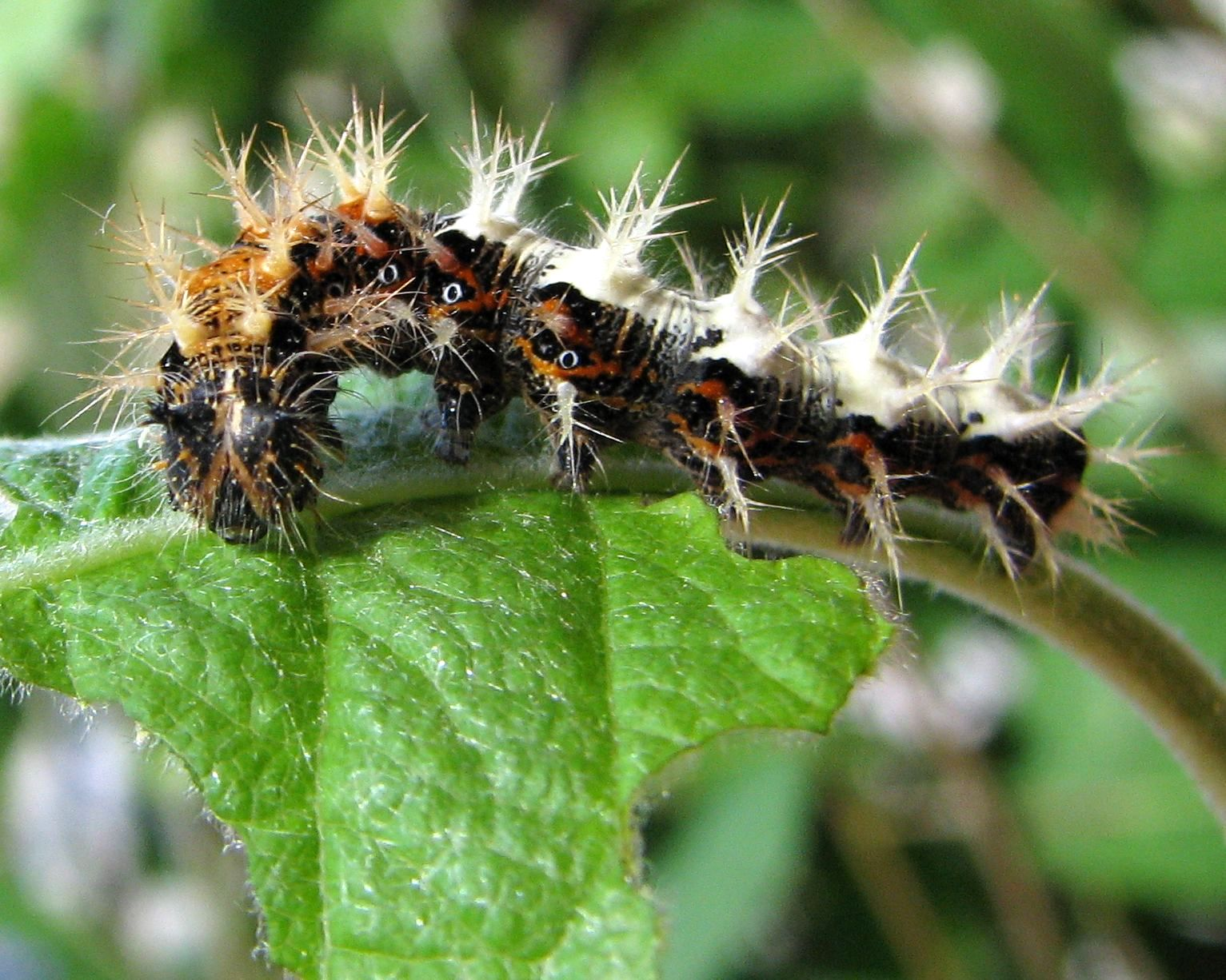
Гусениця щербатки

На півночі ареалу розвивається 1 покоління, на півдні — 2-3 покоління. Імаго виходить з лялечки в кінці червня, зимує також імаго. При розвитку в двох поколіннях (як, наприклад, на півдні України, зокрема в Криму) метелики першого покоління мають світліше руде тло крил та дрібніші темні плями, аніж імаго другого покоління.
Яйця зеленуваті, овально-витягнутої форми. Гусениця виходить з яйця за 3-5 діб розвитку, а потім розвивається впродовж 2-3 тижнів. Вона живиться на листі кропиви дводомної, верби козячої, верби білої, хмелю звичайного, смородини чорної, порічок, в'язів (гладкого, шорсткого, бересту).

## Поширення
Вид поширений у Європі, помірних широтах та в субтропіках Азії, у Північній Африці. На всій території свого ареалу вид має велику чисельність. Зустрічаються в різноманітних біотопах, нерідко в окультурених ландшафтах.